# Noc 15 sierpnia 1831

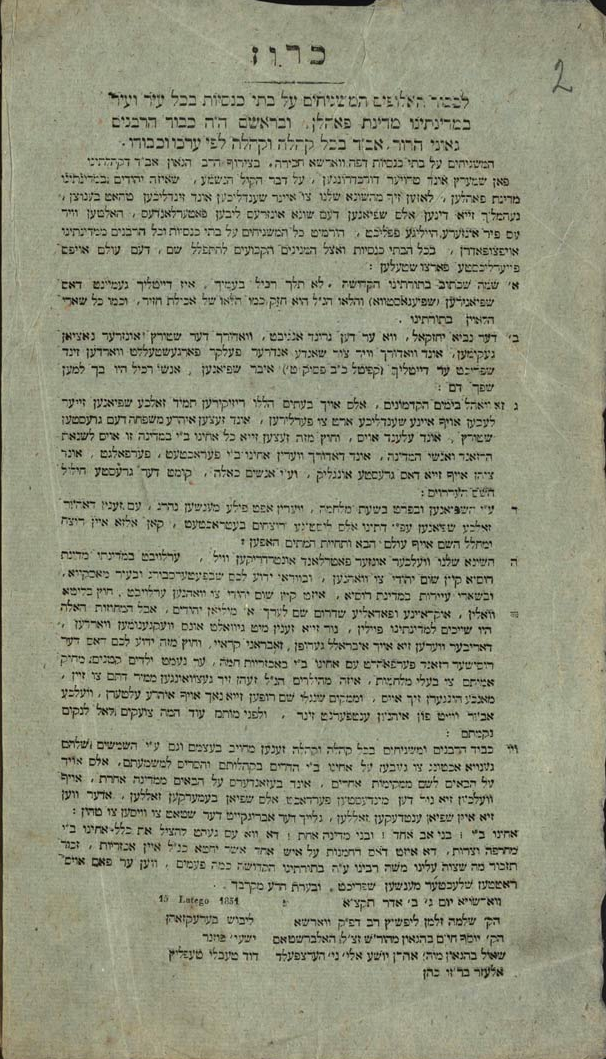
Ulotka w językach hebrajskim i jidysz odwodząca ludność wyznania mojżeszowego od szpiegowania na rzecz Rosjan będąca załącznikiem do pisma Komisji Rządowej Spraw Wewnętrznych i Policji z 21 lutego 1831 roku

Noc 15 sierpnia 1831 (noc sierpniowa, rebelia sierpniowa) – w historiografii powstania listopadowego termin stosowany w odniesieniu do fali gwałtownych, masowych wystąpień ludu warszawskiego i części wojska, połączonych z samosądami, w nocy z 15 na 16 sierpnia i w dzień 16 sierpnia 1831. Główną przyczyną rozruchów było powszechne niezadowolenie mieszkańców Warszawy z niekorzystnej sytuacji militarnej (wojna polsko-rosyjska) oraz ignorowanie przez władzę żądań szybkiego osądzenia i ukarania osób oskarżanych o szpiegostwo lub zdradę.
W wyniku rebelii śmierć poniosły 34 osoby (lub według niektórych źródeł 35 osób), rannych zostało około 14. Większość ofiar została wywleczona z więzień i powieszona na latarniach ulicznych lub zakłuta bagnetami. 16 i 22 sierpnia 1831 na rozkaz gen. Jana Krukowieckiego rozstrzelano 5 osób, które dopuściły się samosądów lub rabunków.

## Geneza
26 maja 1831 wojska polskie poniosły dotkliwą porażkę w bitwie pod Ostrołęką – w powszechnej ocenie historyków, przegrana ta stanowiła punkt zwrotny w wojnie polsko-rosyjskiej; moment, od którego powstanie listopadowe zaczęło powoli chylić się ku upadkowi. Polacy utracili inicjatywę strategiczną i zostali zepchnięci do defensywy. Niepowodzeniami zakończyły się ponadto wyprawy litewska i wołyńska. Na Lubelszczyźnie całkowitą klęskę poniosła wyprawa generała Jankowskiego (bitwa pod Łysobykami).

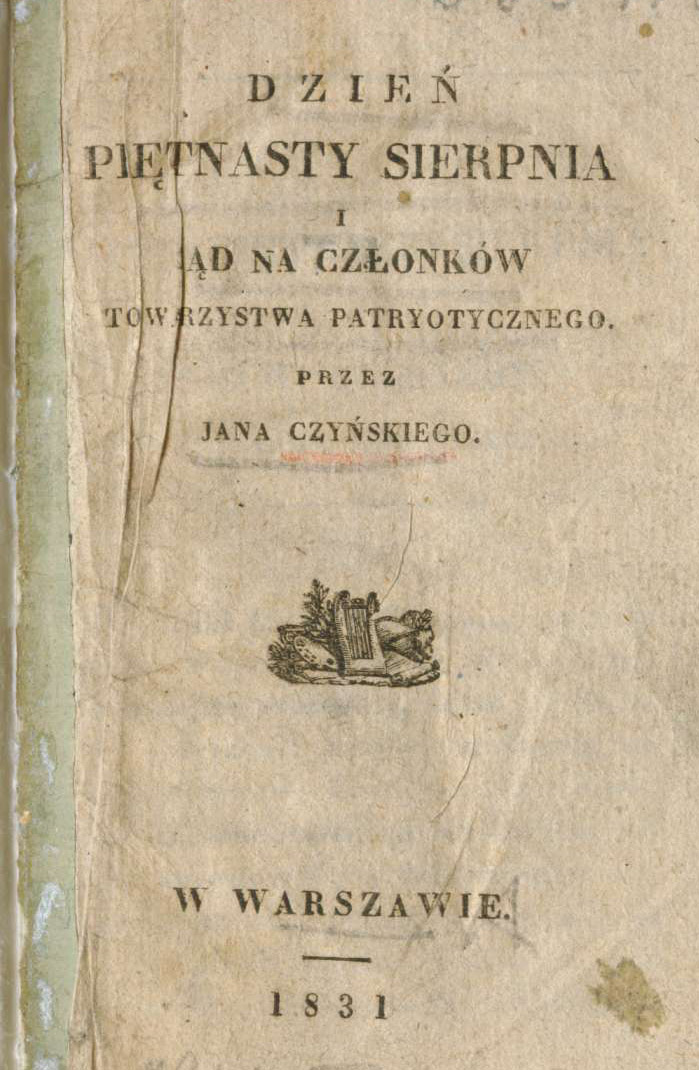
Strona tytułowa broszury Dzień piętnasty sierpnia i sąd na członków Towarzystwa Patryotycznego Jana Czyńskiego (1831)

Niekorzystne doniesienia z pól bitewnych, zbliżanie się armii nieprzyjacielskiej do Warszawy przy bierności wojska polskiego, uobojętnienie sprawy narodowej pomimo wycieńczeń i łożonych ofiar, a przede wszystkim paraliż woli, brak wiary w sukces, działania pozorne władz powstańczych wpływały znacząco na demoralizację generalicji oraz pogorszenie nastrojów społecznych. Rosło napięcie i niezadowolenie mieszkańców stolicy, podsycane zwłaszcza wystąpieniami członków radykalnego skrzydła Towarzystwa Patriotycznego (tak zwanego Klubu) – zdecydowanych przeciwników generała Jana Skrzyneckiego, jako wodza naczelnego wojsk polskich (Od bitwy Ostrołęckiej całe postępowanie Skrzyneckiego jest ciągłym pasmem najszkodliwszych błędów (…) Kraj nad przepaścią postawił).
Ponadto nierozstrzygniętą pozostawała drażliwa społecznie sprawa osób oskarżanych o szpiegostwo lub zdradę, czy sprzyjanie stronie rosyjskiej. Aresztantów przetrzymywano od dłuższego czasu w warszawskich lochach i więzieniach bez spodziewanego procesu (niektórych szpiegów, jak Henryka Mackrotta juniora, więziono od samego początku powstania), pomimo zapewnień Rządu Narodowego niezwłocznego, to jest w ciągu 24 godzin, osądzenia oskarżonych. Kolejne zwodnicze obietnice władz, „łudzenie pozorami”, a w rzeczywistości umyślna gra na zwłokę, wywoływały coraz większe zniecierpliwienie radykalnie nastrojonej części mieszkańców miasta.
Jednym z pierwszych zwiastunów nadchodzącej rebelii był dzień 29 czerwca 1831, kiedy to zrewoltowany tłum usiłował zlinczować generała Józefa Hurtiga, podejrzewanego o spiski antypolskie. Zdecydowana postawa członków Gwardii Narodowej uchroniła wówczas generała przed śmiercią z rąk wzburzonego tłumu, nie mogła jednak rozładować napiętej atmosfery w stolicy („Niespokojność publiczna dochodziła do najwyższego stopnia”). Sygnały zbliżającego się wybuchu społecznego były konsekwentnie ignorowane przez członków Rządu Narodowego – zbyt słabego nie tylko, by powstrzymać pochód Rosjan na Warszawę, ale także by utrzymać i zabezpieczyć spokojność publiczną w mieście. Ferment rewolucyjny szerzył się także wśród oficerów „bez przydziału”, rozgoryczonych brakiem możliwości powrotu do wojska (było ich w Warszawie około 1300).
Nastrojom społecznym nie sprzyjała nominacja na wodza naczelnego wojsk polskich generała Henryka Dembińskiego, powszechnie uważanego za kontynuatora „systematu” generała Jana Skrzyneckiego. Warszawska opinia publiczna widziała w generale Dembińskim ugodowca, który będzie dążył do podjęcia rozmów kapitulacyjnych z Rosjanami i „który nie umie się oprzeć obcym wpływom”.
Także i sytuacja gospodarcza nie napawała optymizmem – życie ludu miejskiego stawało się coraz uciążliwsze, pogarszało się zaopatrzenie Warszawy, brakowało artykułów pierwszej potrzeby, doskwierała drożyzna, wzrastało bezrobocie. Tragiczne żniwo zbierała ponadto epidemia cholery, przywleczona na ziemie polskie przez wojska rosyjskie.
W opinii Maurycego Mochnackiego, praźródłem wszelkich problemów i błędów, które doprowadziły do kryzysu powstania, a w konsekwencji do wybuchu rebelii sierpniowej, był wyłącznie sejm, jako „gniazdo bezrządu i fakcji” oraz władze, które z sejmu wypływały, a które „nie dopełniały swoich obowiązków”, to jest 5-osobowy Rząd Narodowy – bardziej „niezdatny”, niż „najmniej zdatny człowiek, ale jeden”. Szkodliwe bowiem rządy jednego człowieka są – w ocenie Mochnackiego – łatwiejsze do obalenia, niż „rząd pięciu, reprezentujący różne niezgodne z sobą opinie sejmowe”. Podnosił także Mochnacki krytykę fundamentów ustrojowych, jako szkodliwych dla insurekcji – powstanie narodowe „oprawione w ramki monarchii konstytucyjnej”, do czego dążyły niektóre stronnictwa sejmowe, nie mogło bowiem wygrać w starciu z „energicznym absolutyzmem cara”.
Niektórzy badacze, jak Szymon Aszkenazy, stawiali hipotezę, jakoby masakra sierpniowa była wynikiem prowokacji rosyjskiej, mającej na celu zohydzenie sprawy polskiego powstania narodowego w opinii publicznej krajów zachodniej Europy.

## Przebieg wydarzeń

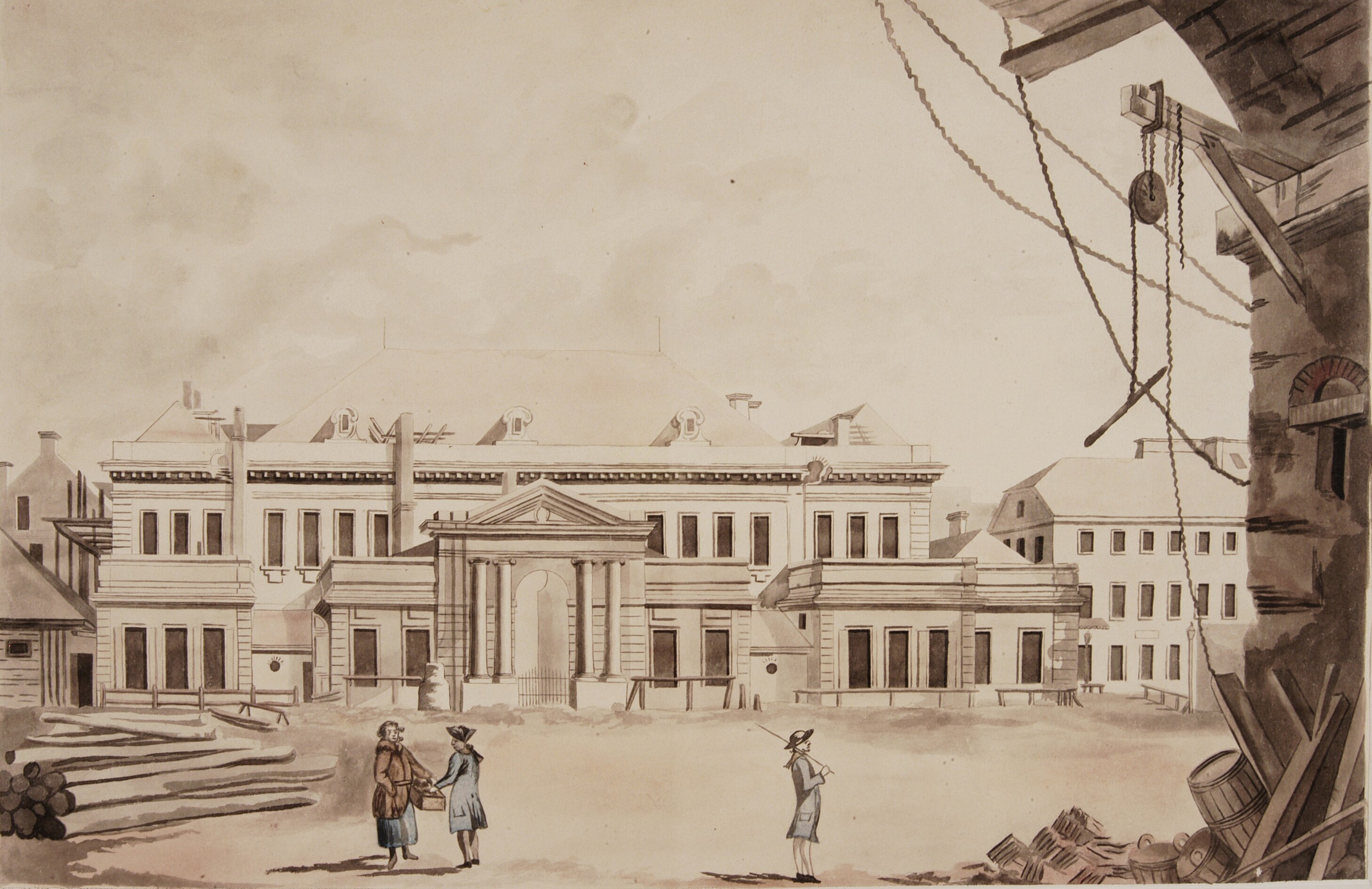
Dawny budynek Teatru Narodowego przy placu Krasińskich w Warszawie – miejsce zebrania Towarzystwa Patriotycznego w dniu 15 sierpnia 1831

Od wczesnych godzin porannych 15 sierpnia, w dzień świąteczny, w centrum miasta zbierały się liczące po kilka i kilkanaście osób grupki mieszkańców, oczekujących niecierpliwie najświeższych wieści z kwatery głównej wojsk polskich, gdzie rozstrzygała się kwestia wodzostwa naczelnego. Z upływem godzin liczebność tych grup zwiększała się, zwłaszcza w okolicach placu Krasińskich. Około godziny 17:00, w wypełnionych po brzegi salach redutowych Teatru Narodowego rozpoczęło się otwarte posiedzenie Towarzystwa Patriotycznego. Obradom przewodniczył Jan Czyński. Zebranie to, choć przebiegało w stosunkowo spokojnej atmosferze, stało się wstępem do późniejszych, krwawych wypadków w mieście. W trakcie wystąpień kolejnych mówców rozdawano ulotki z wizerunkami powieszonych Skrzyneckiego i Czartoryskiego, w przemówieniach podnoszono postulaty natychmiastowego pozbawienia generała Skrzyneckiego wszelkiego wpływu na sprawy wojskowe; mnożyły się oskarżenia władz cywilnych i wojskowych o zdradę lub chęć kapitulacji; „klubiści” domagali się przykładnego ukarania winnych niepowodzeń militarnych w wojnie z Rosją oraz osądzenia osób oskarżonych o szpiegostwo lub zdradę.

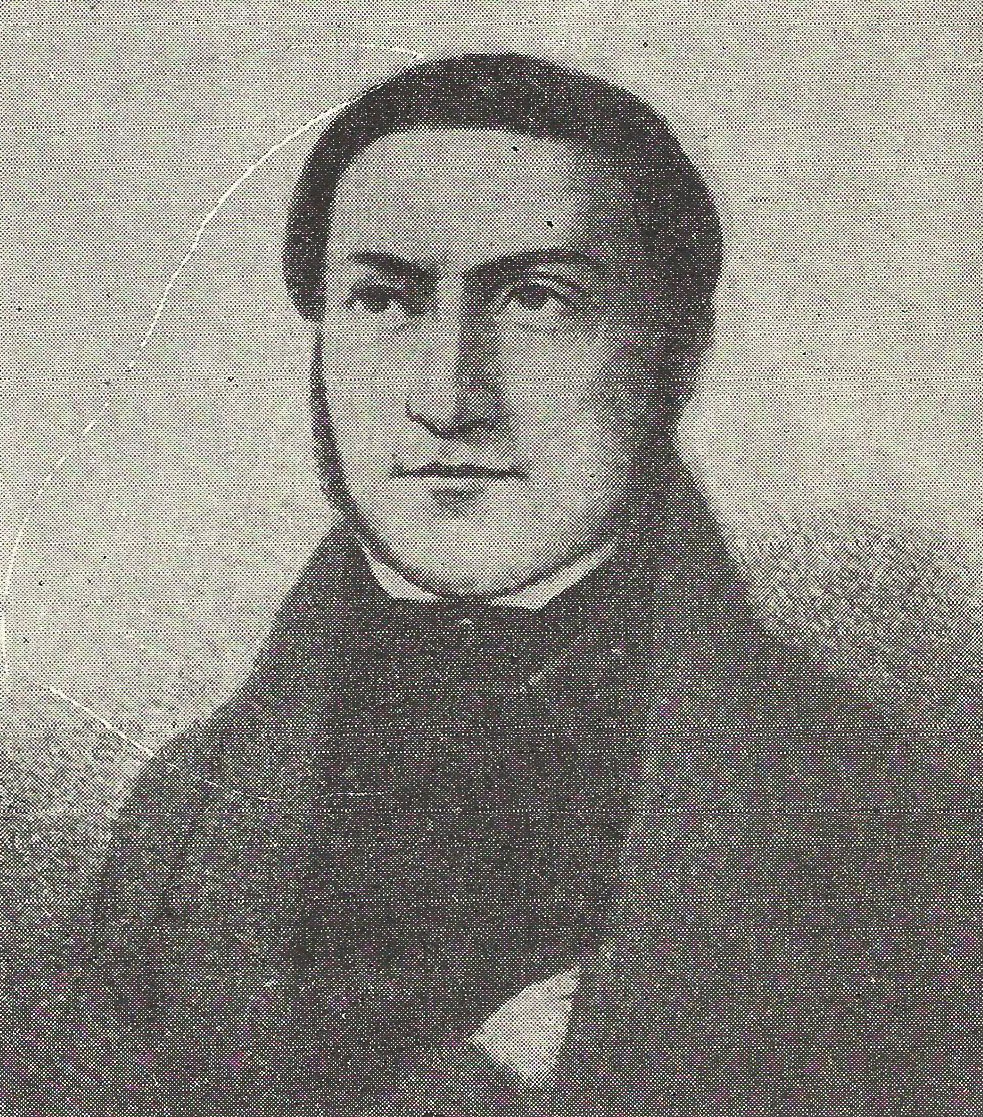
Jan Czyński (1801–1867), przewodniczył obradom Towarzystwa Patriotycznego w dniu 15 sierpnia 1831

Ksiądz Aleksander Pułaski „powstawał jawnie przeciw partii, co będąc przy władzy, wyrazami ufność, jedność, mamiła niebaczących”. Złożył ponadto wniosek, aby postulat ten „energicznie” przedstawić Rządowi. Za wnioskiem Pułaskiego opowiedziała się zdecydowana większość głosujących. Podjęto jednocześnie decyzję, czego domagał się zwłaszcza Nikodem Boski, że do siedziby Rządu udadzą się wszyscy zebrani „klubiści”, a nie tylko – jak początkowo planował Czyński – wybrani delegaci.
W drodze do pałacu Namiestnikowskiego, gdzie odbywały się posiedzenia rządu, do grupy klubistów przyłączała się coraz liczniejsza rzesza mieszkańców Warszawy, równie troskliwych o szczęście Narodu. Początkowo było to około 500–700 osób; ostatecznie około godziny 20:00, na dziedzińcu przed pałacem pojawił się tłum liczący kilka tysięcy osób (według Ludwika Mierosławskiego – mniej niż tysiąc) – jego liczebność wzrastała wraz z upływem każdej minuty. Lud domagał się zdania sprawy Jenerała Skrzyneckiego z czynności wojennych. Większość przybyłych pozostała na dziedzińcu pałacu, natomiast Jan Czyński, ksiądz Aleksander Pułaski, Nikodem Boski oraz Ignacy Płużański na czele mniejszej grupy ludzi wtargnęli do Sali Kolumnowej, gdzie odbywało się posiedzenie Rządu Narodowego w składzie Adam Jerzy Czartoryski, Stanisław Barzykowski, Wincenty Niemojowski, Joachim Lelewel i Teofil Morawski. Na sali znajdowali się ponadto Emilian Węgierski oraz Antoni Ostrowski. Zakłócenie obrad rządu spotkało się z ostrą reakcją ze strony Stanisława Barzykowskiego.

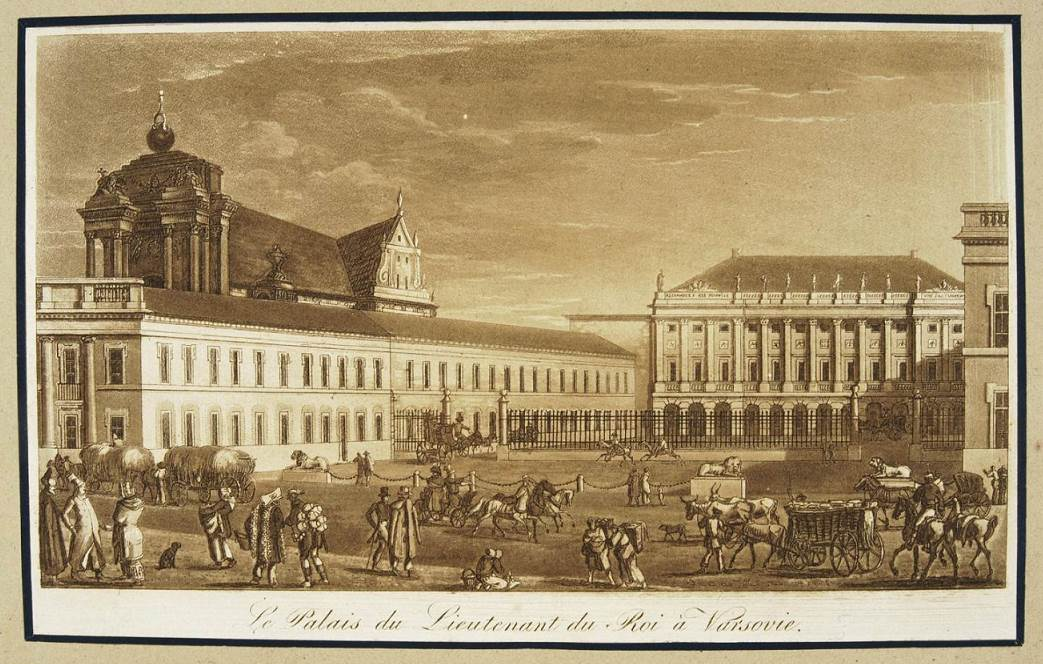
Pałac Namiestnikowski w Warszawie, siedziba Rządu Narodowego, miejsce burzliwej konfrontacji delegatów Towarzystwa Patriotycznego z przedstawicielami rządu w dniu 15 sierpnia 1831

Doszło do wymiany zdań, w trakcie której przywódcy Towarzystwa Patriotycznego usprawiedliwiali swoje zniecierpliwienie, domagali się ukarania generała Skrzyneckiego, osób oskarżonych o zdradę oraz przeciwdziałania postępom wojsk rosyjskich. Wymijające odpowiedzi oraz wezwania prezesa rządu, Adama Jerzego Czartoryskiego, do uspokojenia nastrojów i wsparcia rządu w jego trudnym położeniu nie przyniosły oczekiwanego rezultatu. Prezes „Klubu”, Joachim Lelewel, milczał. Delegaci wprawdzie starali się „nadzieją energiczniejszych działań pocieszyć” zgromadzony na dziedzińcu tłum, jednak odniosło to tylko tymczasowy skutek.
Masy pospólstwa początkowo zaczęły rozchodzić się na różne strony, przywódcy „Klubu” wrócili do domów, dziedziniec pałacu pustoszał (według innych relacji – gromady ludu przeniosły się bezpośrednio spod pałacu rządowego na plac Zamkowy). Gdy wydawało się, że sytuacja została opanowana, sprawy przybrały zupełnie nieoczekiwany obrót – w okolicy placu Zamkowego ponownie zaczęły gromadzić się agresywnie nastrojone tłumy. Zniecierpliwione pospólstwo, rzemieślnicy, handlarze i wyrobnicy, inteligencja, a wraz z nimi także niektórzy wojskowi różnego stopnia, swoją „rozpacz” i desperację nakierowali na osoby przetrzymywane w więzieniach – lud zaczął głośno domagać się ukarania osób oskarżanych o szpiegostwo lub zdradę. Aresztowanych pod takimi zarzutami przetrzymywano w kilku punktach miasta, między innymi na Zamku Królewskim, w Starej Prochowni, w Domu Przytułku i Pracy na Woli czy w więzieniu klasztoru dominikańskiego przy ulicy Freta. Zwłaszcza Zamek Królewski działał na wzburzone tłumy jak „piekielny magnes”. Zamku pilnowało kilkudziesięciu członków Gwardii Narodowej. Potężna brama zamku była zamknięta. Pierwsze próby siłowego sforsowania bramy podjęto już przy zapadającym zmroku. Lud domagał się powieszenia generałów Jankowskiego i Hurtiga – oskarżonych o antypolski spisek i zdradę w związku z porażką wyprawy łysobyckiej. Wznoszono okrzyki „Niech żyje Polska, śmierć zdrajcom, śmierć szpiegom!”. Członkowie Gwardii Narodowej z okien zamkowych, z bronią w ręku, wzywali zebranych do zachowania spokoju (zdaniem Polaka Sumiennego, członkowie Gwardii podzielali uczucie sprawiedliwej zemsty, i nie przeciwdziałali wyrokowi opinii publicznej). Gwardziści broniący przystępu do zamku mieli też oddać strzały z broni palnej, jednak prawdopodobnie były to jedynie strzały ostrzegawcze. Próby siłowego sforsowania bramy nie przynosiły skutku przez około 1,5 godziny. Po upływie tego czasu pod zamkiem pojawiły się bataliony wojska liniowego, przybyłe tu pod dowództwem Emiliana Węgierskiego. Na ich widok gwardziści otworzyli bramy i wpuścili żołnierzy do środka. Wykorzystując ten moment dostępu do wnętrz zamkowych, zgromadzony tłum warszawiaków wdarł się na dziedziniec i do komnat na piętrze zamku, gdzie przetrzymywano aresztantów. Przybyłe wojsko liniowe nie stawiało żadnego oporu, a wręcz przeciwnie – połączyło się z tymi, co śmierci osób aresztowanych żądali. Odtąd gwardziści nie byli już w stanie powstrzymać szybko postępującego biegu wydarzeń, a nieliczni z nich, którzy bronili jeszcze dostępu do części sal – zostali poturbowani lub ranieni. Inni gwardziści natomiast, mieli wydać w ręce oprawców ukrywającego się generała Hurtiga. Według kapitana-raportera Gwardii Narodowej, Jana Rudnickiego, samym napadem i sposobem dostania się do więzień, a nawet samowolną exekucyą kierowali oficerowie wojska liniowego. W najgorętszych chwilach oficerowie mieli wręcz groźbami zmuszać pospólstwo do tłumnego z nimi działania. Powodem takiej postawy wojskowych miała być utrata zaufania do władz powstańczych, słabość i pobłażanie przez władzę występnym. Według Mieczysława Weryńskiego, największą aktywność w samosądach zamkowych przejawiali wojskowi.  

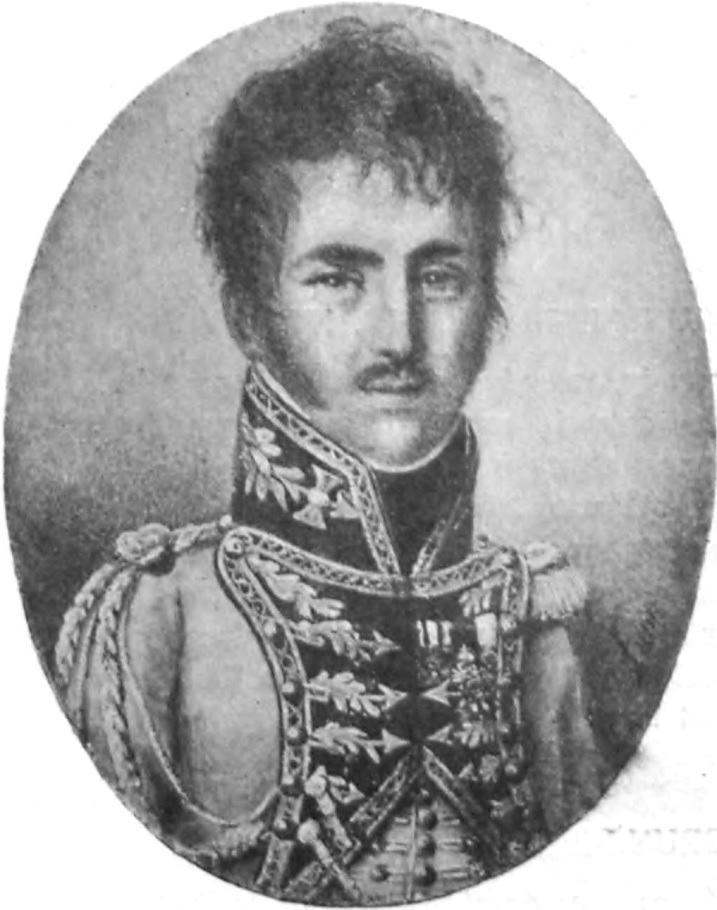
Generał Antoni Jankowski (1783–1831), jedna z pierwszych ofiar samosądów sierpniowych

Pierwszymi ofiarami ludowych samosądów byli generałowie Jankowski, Hurtig, Bukowski, Sałacki, a także szambelan cesarski Fenshave (vel Fencz), pani Bazanow oraz kapitan Ludwik Bętkowski. W samosądzie zamkowym aktywnie uczestniczyły również kobiety.

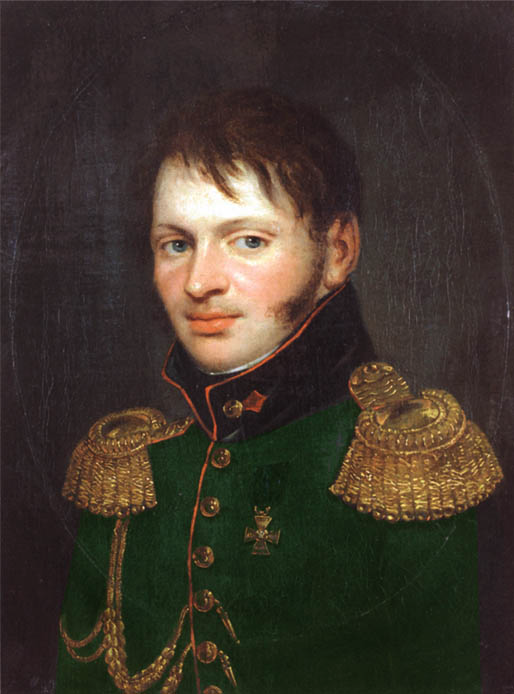
Generał Józef Hurtig (1770–1831), w noc sierpniową zamordowany na placu Zamkowym w Warszawie

Około godziny 22:00–23:00, ofiary wywleczono na Plac Zamkowy, a następnie po morderstwach najokrutniejszych żganiem, rąbaniem, na latarniach powieszono, włócząc od jednej do drugiej, bo żelaza lub postronki pękały. Generał Jankowski aż na trzeciej latarni życia dokonał (wg innych relacji – zginął od ciosów bagnetami). Dla poniżenia moralnego, bezpośrednio po zabójstwach ciała ofiar były obnażane i wieszane na jednej nodze. Profanacji tej towarzyszyły głośne wiwaty, pastwienie się nad częściami intymnymi ciał oraz naigrywanie lubieżne, zwłaszcza wobec jedynej kobiety wśród tej grupy ofiar – pani Bazanow, oskarżanej o kontakty z Rosjanami. Generałowa stała się najulubieńszym przedmiotem wściekłej i nadzwierzęcej pasji. Kilkunastoletnia córka pani Bazanow, która desperacko zasłaniała matkę własnym ciałem, otrzymała kilka ran kłutych – według niektórych relacji, rany te po kilku dniach okazały się śmiertelne.

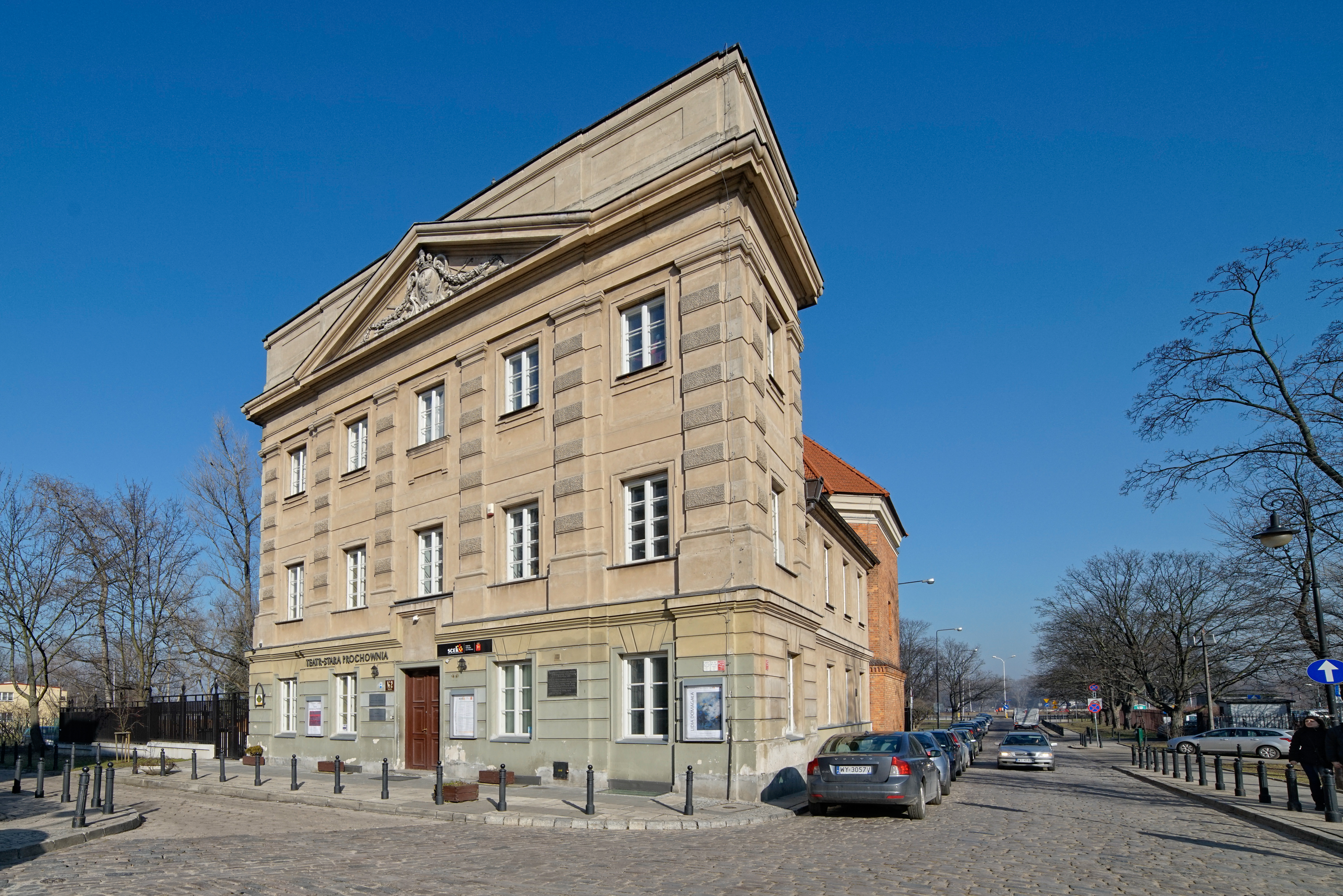
Stara Prochownia w Warszawie, w czasie powstania listopadowego – więzienie; jedno z miejsc samosądów sierpniowych

Po dokonaniu samosądów na placu Zamkowym i okolicach, około godziny 1:00 w nocy tłuszcza krwią opojona, jednak już mniejsza liczebnie (około 1000–1500 osób), skierowała się do innych miejsc izolacji, gdzie również odbywały się z podobną wściekłością, rąbanie, kłucie, obnażanie, wieszanie za nogi lub za jedną nogę, w brzuchy, w przyrodzenie żelaza topienie, to płazowanie, to ostrzem rąbanie etc. – wywleczono aresztantów z więzień w Starej Prochowni (wydał ich nadzorca więzienia) i klasztorze dominikańskim, a następnie zamordowano. Warty z wojska liniowego nie stawiały żadnego oporu. Uliczne egzekucje, samowolne, lecz sprawiedliwe, miały miejsce także w okolicach rogatek Wolskich – pomimo obecności żołnierzy wojska liniowego, zginęły tam osoby przetrzymywane w Domu Przytułku i Pracy, w większości pochodzenia żydowskiego, oraz w więzieniu klasztoru karmelickiego, między innymi jeden z najbardziej znienawidzonych szpiegów przedpowstaniowej Warszawy, Henryk Mackrott junior. Do nieprzytomności pobito także dozorcę Domu, którego podejrzewano o ukrywanie Mateusza Szleja (szpiega). Ta sama grupa ludu dokonała nieudanego zamachu na przejeżdżającego w pobliżu prezesa Rządu Narodowego – Adama Jerzego Czartoryskiego (oddano do niego niecelne strzały na ulicy Elektoralnej).

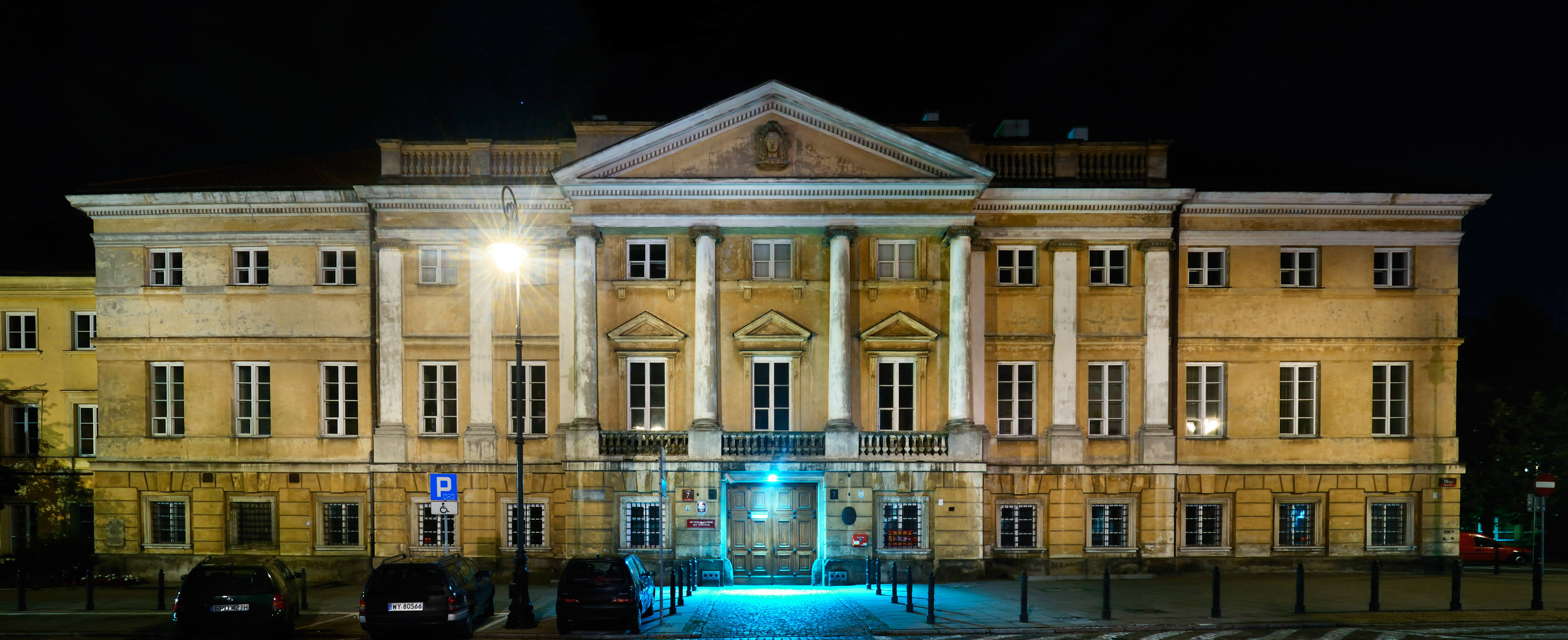
Pałac Raczyńskich w Warszawie; na ulicy przed budynkiem zamordowano Jana Hankiewicza, sekretarza Generalnego Komisji Rządowej Sprawiedliwości

Na Nowym Mieście zginął na latarni między innymi Birnbaum; w pobliżu Prochowni – Petrykowski, Łuba, Balon (komendant warty, ppor. 10 ppl. Wilhelm Cichl, nie był w stanie powstrzymać ataku). Ponadto noc sierpniową oświecił swym zgonem Hankiewicz, znienawidzony sekretarz generalny Komisji Rządowej Sprawiedliwości, którego – po uprzednim zranieniu bagnetami – powieszono przed siedzibą komisji (to jest przed pałacem Raczyńskich przy ulicy Długiej; inne relacje wskazują na róg Zakroczymskiej i Wójtowskiej, jako miejsce zabójstwa Hankiewicza). Po zerwaniu się zwłok z latarni, powieszono je ponownie – za żebra. Do zabójstwa Hankiewicza miał podżegać niezidentyfikowany kapłan w sutannie:

Może niewinny – odezwał się ktoś.
Winny – odpowiedział – a jeśli niewinny, to ja was rozgrzeszam.

W miejscu tym zwłoki Hankiewicza pozostawały do godziny 15:00 dnia 16 sierpnia.
W niektórych przypadkach zabójstwom towarzyszyła grabież mienia należącego do ofiar.
Wieść o rozruchach i ofiarach śmiertelnych rozchodziła się po mieście nierównomiernie. Część zamożniejszych mieszkańców, do których docierały sygnały o samosądach, w obawie przed atakami zamykała się w swoich domach, tarasowała drzwi i okna. Jednak inna część mieszkańców nie była świadoma dramatu aż do wschodu słońca. Dopiero światło dzienne, widok wisielców i walających się po ulicach, brukach i rynsztokach zwłok ludzkich uzmysłowił skalę zajść. Makabryczne widoki przyciągnęły gromady gapiów na ulice – w tym kobiety z małymi dziećmi („niektóre poklaskiwały i naigrywały się, niektóre nawet parasolików końce we krwi płynącej maczały, a potem chustki tą krwią napawały”). Nawet „kobiety, obywatelki, urzędniczki, wyższego wychowania i stanu z radością oglądały wiszące i porąbane trupy”. Duża część warszawiaków, różnego stanu, wieku i płci, oceniła wypadki nocy sierpniowej pozytywnie; zabójstwa osób podejrzewanych o szpiegostwo lub zdradę poczytywano jako dobrze spełniony obowiązek. Uważano, że zamordowanych spotkała zasłużona kara; „odczuwano ulgę, swoiste rozładowanie ciężkiej atmosfery”; 15 sierpnia miał stać się dla nich swoistym katharsis.
W niebezpieczeństwie znalazł się także konsul francuski – Raymond Durand, którego oskarżano o paraliżowanie starań o pomoc francuską. Konsula uratowały jednak stosunkowo duża odległość dzieląca go od centrum wydarzeń (mieszkał w kamienicy przy ulicy Nowy Świat) oraz wzmocniona straż osobista. Rebelianci zamierzali ponadto uśmiercić generałów Skrzyneckiego, Chrzanowskiego i księcia Adama Jerzego Czartoryskiego, jako głównych winowajców nieuchronnego upadku powstania, a także jeńców rosyjskich, między którymi było trzech generałów.
Instytucje publiczne powołane do zabezpieczenia spokojności w mieście i kraju – Gwardia Narodowa i Straż Bezpieczeństwa – nie podjęły na czas zdecydowanych działań na rzecz przywrócenia porządku. Dowódca Gwardii Narodowej – Antoni Ostrowski – nie chciał strzelać bez wyraźnego rozkazu władz (generał Krukowiecki, powołując się na relację Ignacego Bertranda, utrzymuje, iż Antoni Ostrowski otrzymał stosowny rozkaz ze strony Rządu Narodowego), a ponadto obawiał się, że strzelanie do zrewoltowanego tłumu jedynie zaogni sytuację i doprowadzi do jeszcze większego rozlewu krwi.
Bierną postawę zachował również pełniący obowiązki gubernatora Warszawy – generał Emilian Węgierski (według zapisków Krukowieckiego, Węgierski zaniechał działań, gdy sam znalazł się w śmiertelnym niebezpieczeństwie). Grupy wzburzonego ludu mogły więc dokonywać samosądów bez większych trudności i bez większego oporu ze strony organów bezpieczeństwa. Oddziały Gwardii Narodowej opanowały plac Zamkowy, Podwale, część Krakowskiego Przedmieścia i Senatorskiej dopiero po zaistniałych samosądach.

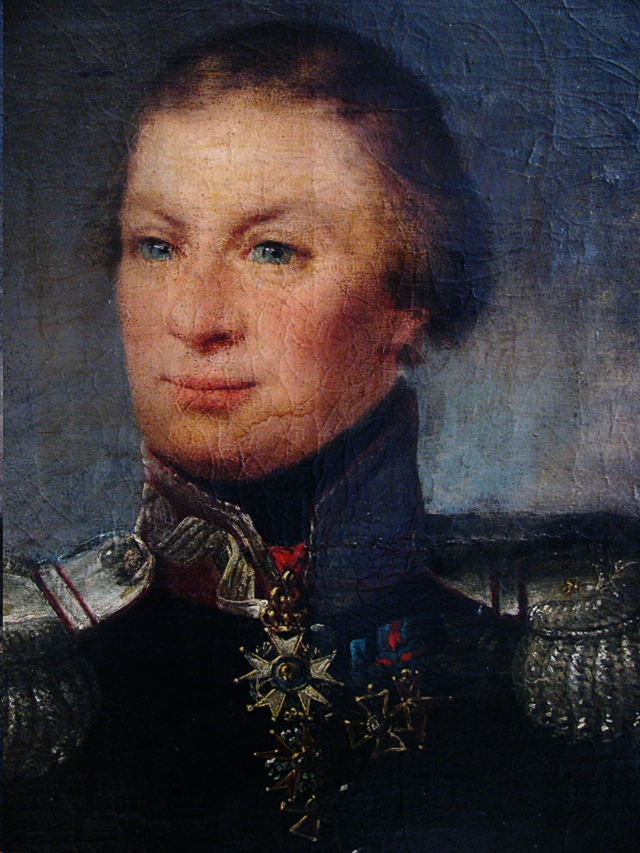
Generał Jan Krukowiecki (1772–1850), przejął władzę w powstaniu listopadowym po wypadkach nocy sierpniowej

Na placu Saskim zapobieżono egzekucji jeńców rosyjskich, ponadto generał Krukowiecki uratował od śmierci zaprzyjaźnionego z nim cukiernika Lessla (rozpędził „zbójców” z pomocą ułanów generała Ruttié, a przywódcę tej grupy, sapera Gałeckiego, kazał natychmiast rozstrzelać na placu Saskim).
Nad ranem 16 sierpnia mniejsze grupy ludu zaczęły ponownie zbierać się w niektórych punktach Starego Miasta. Po mieście rozchodziła się pogłoska, iż „rzeź ma trwać trzy dni”. Generał Krukowiecki wysłał patrole w okolice ulic Piwnej, Pańskiej i Podwale z rozkazem rozpędzania grup pospólstwa. Skala wystąpień była tego dnia zdecydowanie mniejsza (brało w nich udział kilkaset osób), jednak rebelianci zdążyli powiesić jeszcze kilka ofiar. Na terenie koszar sapieżyńskich brutalnie pobito, a następnie zamordowano jeńca rosyjskiego – barona Kettlera (wg Kraushara – Kettler zginął na ulicy Długiej, pod domem Lelewela i Mochnackiego). Notabene, do zabójstwa barona Kettlera wzywała kobieta – obywatelka Teofila Kościałowska. W okolicy Banku Polskiego (według Władysława Lewandowskiego i Mieczysława Weryńskiego – na ulicy Freta) powieszono znienawidzonego adwokata i byłego kuratora szkół kaliskich – Kaweckiego, który w obawie przed rozpoznaniem poruszał się po mieście w przebraniu kobiecym. Były to ostatnie ofiary rebelii sierpniowej (nie licząc córki pani Bazanow, która być może zmarła po kilku dniach od odniesionych ran). Około godziny 17:00 do Warszawy wkroczyły oddziały wojskowe, mające za zadanie zdławić w zarodku ewentualny bunt plebsu.

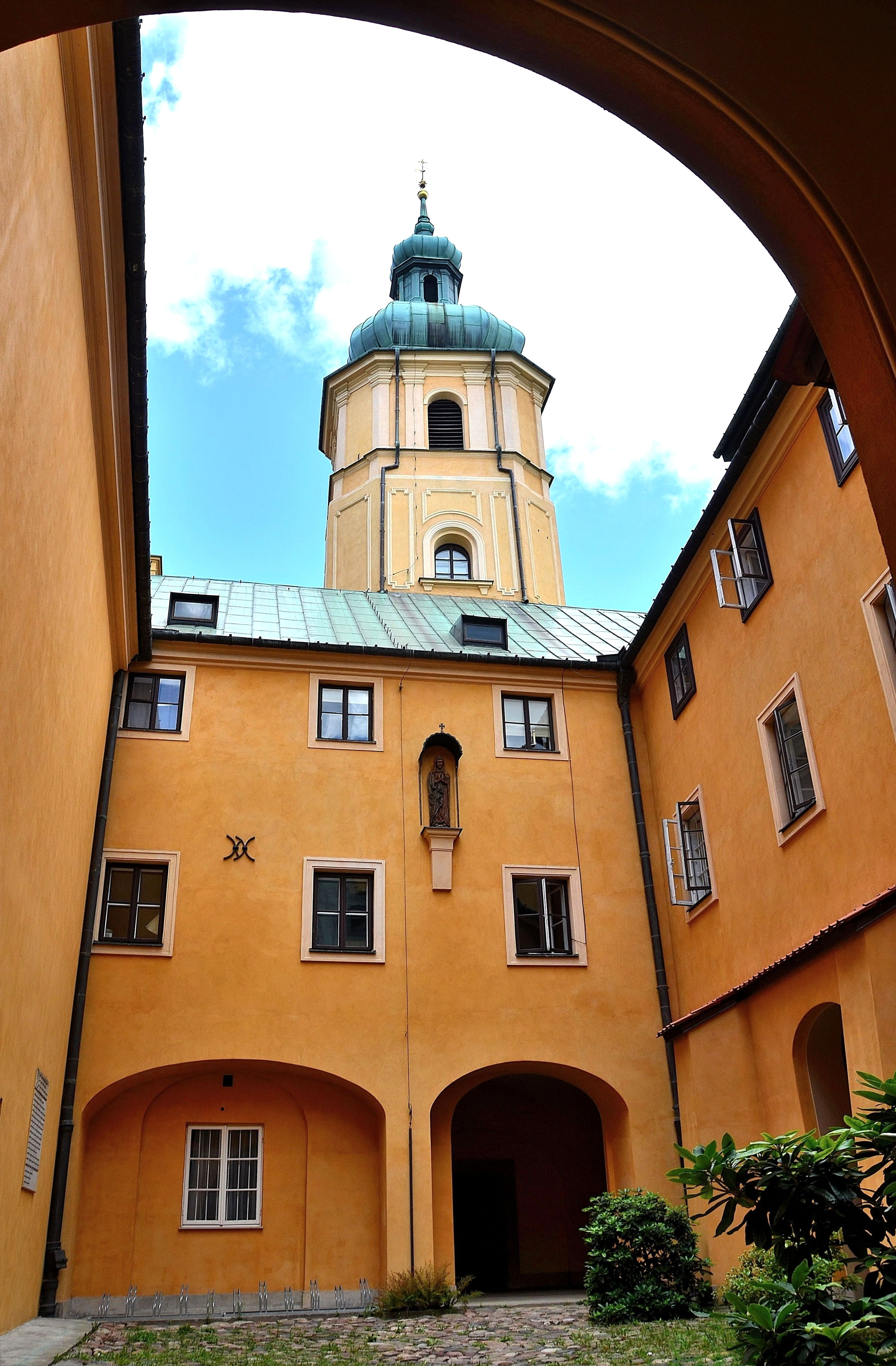
Dziedziniec klasztoru przy ulicy Piwnej w Warszawie; miejsce, do którego tymczasowo przenoszono ciała ofiar rebelii sierpniowej

Około godziny 9:00–10:00 rozpoczęto sprzątanie miejsc publicznych po śladach masakry. Ciała ofiar przeniesiono tymczasowo na dziedziniec klasztoru przy ulicy Piwnej. Ułożono je tam rzędem, jednak bez żadnego przykrycia.
W opinii Polaka Sumiennego, wypadki sierpniowe były rezultatem zniecierpliwienia ludu warszawskiego, rozdrażnionych namiętności i stanu desperacji, do której doprowadzić miał swoimi działaniami (lub brakiem spodziewanych działań) generał Jan Skrzynecki, jednak wypadki te nie doprowadziły do żadnych nadużyć, czy naruszenia własności publicznej i prywatnej. Ich ostrze miało być wymierzone wyłącznie w osoby nastające na zgubę ojczyzny, natomiast prawi obywatele (…) przechodząc spokojnie doznawali hołdu winnego ich patriotyzmowi. Niechlubny wyjątek w postaci napadu na dom cukiernika Lessla został udaremniony przez generała Krukowieckiego, a przywódca bandy – rozstrzelany (Aleksander Kraushar przywołuje ponadto napad na dom Łubieńskich, Zwierkowski – napad na dom adwokata Kaweckiego, a Łepkowski – próbę zdemolowania siedziby redakcji kontrrewolucyjnego „Zjednoczenia”). Niepotwierdzone relacje mówią też o napadzie rabunkowym na dom niejakiego Petra na Solcu.
Także i Maurycy Mochnacki na łamach Dziennika Powszechnego Krajowego wywodził, iż wypadki sierpniowe nie miały podłoża rabunkowego czy buntowniczego przeciw legalnej władzy, ale były rezultatem wyższego uniesienia patriotycznej zemsty. Lud Warszawy nikogo prócz szpiegów i zdrajców powiesić nie mógł i nie chciał. Innego zdania był historyk Tadeusz Łepkowski, według którego celem politycznym nocy 15 sierpnia był przewrót polityczny i obalenie rządu, a nawet ukaranie śmiercią posłów, czego nie zdołano zrealizować.
Z kolei dziennik Nowa Polska wskazywał, iż wypadki 15 sierpnia miały spontaniczny, żywiołowy charakter; nie były rozmyślnie zaplanowaną i zorganizowaną prowokacją stronnictwa rosyjskiego (jak utrzymywał na przykład generał Dembiński) z wyrachowanym zamiarem; kierował nimi „przypadek”. Gazeta Polska nazwała wypadki nocy sierpniowej aktem ostateczności, która nas wszystkich zasmuca, ale która była nieodzowna, konieczna.

## Lista ofiar samosądów
Lista uwzględnia wyłącznie ofiary śmiertelne zaburzeń sierpniowych; sporządzona została w oparciu o informacje zawarte w Rysie powstania, walki i działań Polaków 1830 i 1831 roku Walentego Zwierkowskiego (Warszawa, 1973). Lista Zwierkowskiego wymienia 34 ofiary samosądów. Poniżej uwzględniono także 35. ofiarę – córkę pani Bazanow, która otrzymała rany kłute w czasie ataku na jej matkę. Według niektórych źródeł, córka pani Bazanow zmarła po kilku dniach w wyniku odniesionych ran, jednak inne źródła nie potwierdzają tej informacji.
| Lp. | Wizerunek | Imię i nazwisko                    | Uwagi |
| --- | --------- | ---------------------------------- | --- |
| 1.  |           | Antoni Jankowski                   | generał; oskarżany o poważne błędy wojskowe w związku z porażką wyprawy łysobyckiej. Powieszony przy bramie Zamku Królewskiego lub zakłuty bagnetami w zamku (15 VIII). |
| 2.  |           | Józef Hurtig                       | generał; znienawidzony za surowość względem więźniów twierdzy zamojskiej; podejrzewany o sprzyjanie Rosjanom w czasie powstania. Przeżył pierwszą próbę samosądu w dniu 29 czerwca 1831. Powieszony na placu Zamkowym lub zakłuty bagnetami (15 VIII). |
| 3.  |           | Ludwik Bukowski                    | generał; oskarżany o poważne błędy wojskowe w związku z porażką wyprawy łysobyckiej. Powieszony na placu Zamkowym lub zakłuty bagnetami (15 VIII). |
| 4.  |           | Antoni Sałacki                     | generał; oskarżany o udział w spisku antypolskim. Powieszony na placu Zamkowym lub zakłuty bagnetami (15 VIII). |
| 5.  |           | Jerzy Fenshave (Fencz)             | szambelan carski; oskarżany o spiskowanie przeciwko Polakom. Powieszony na placu Zamkowym lub zakłuty i zarąbany na korytarzach zamkowych (15 VIII). |
| 6.  |           | Bazanow (matka)                    | Rosjanka, protegowana księcia Adama Jerzego Czartoryskiego. Zlinczowana w zamku i wywleczona na plac Zamkowy, zginęła od ran zadanych bagnetami (15 VIII). W jej obronie stanęła kilkunastoletnia córka (punkt 35), którą także poważnie – być może śmiertelnie – zraniono. |
| 7.  |           | Ludwik Bentkowski (Bętkowski)      | kapitan; oskarżany o ułatwianie korespondencji pani Bazanow z Rosjanami. Powieszony na placu Zamkowym lub zakłuty bagnetami na tarasie ogrodowym zamku. |
| 8.  |           | Dietko Zarian                      | kozak obrzynający piersi kobietom. |
| 9.  |           | Henryk Mackrott junior             | szpieg tajnej policji; maltretowany i powieszony w pobliżu Domu Przytułku i Pracy. |
| 10. |           | Mateusz Szlej (Schley)             | szpieg tajnej policji; maltretowany i powieszony w pobliżu Domu Przytułku i Pracy. |
| 11. |           | Hieronim Szymanowski               | szpieg tajnej policji, maltretowany i powieszony w pobliżu Domu Przytułku i Pracy. |
| 12. |           | Ludwik Grünberg                    | szpieg; powieszony w pobliżu Domu Przytułku i Pracy. |
| 13. |           | Herszke Jednorączka Czyżyk         | szpieg; powieszony w pobliżu Domu Przytułku i Pracy. |
| 14. |           | Ejzyk Lewkowicz Szwarc             | szpieg; powieszony w pobliżu Domu Przytułku i Pracy. |
| 15. |           | Fajwel Jekowicz                    | szpieg; powieszony w pobliżu Domu Przytułku i Pracy. |
| 16. |           | Jozek Jekowicz                     | szpieg; powieszony w pobliżu Domu Przytułku i Pracy. |
| 17. |           | Feuchel Herszkowicz                | szpieg; powieszony w pobliżu Domu Przytułku i Pracy. |
| 18. |           | Leiba Gerszkowicz Fauchet          | szpieg; powieszony w pobliżu Domu Przytułku i Pracy. |
| 19. |           | Haim Abramowicz                    | szpieg; powieszony w pobliżu Domu Przytułku i Pracy. |
| 20. |           | Leyba Jekowicz Kusek               | szpieg; powieszony w pobliżu Domu Przytułku i Pracy. |
| 21. |           | Chaim Mordko                       | szpieg; powieszony w pobliżu Domu Przytułku i Pracy. |
| 22. |           | Michel Moszkowicz Mędżak           | szpieg; powieszony w pobliżu Domu Przytułku i Pracy. |
| 23. |           | Wolf Baran                         | szpieg; powieszony w pobliżu Domu Przytułku i Pracy. |
| 24. |           | Abraham Moszkowicz                 | szpieg; powieszony w pobliżu Domu Przytułku i Pracy. |
| 25. |           | Berek Blinnenkranz                 | szpieg; powieszony w pobliżu Domu Przytułku i Pracy. |
| 26. |           | Icek Mittelman                     | szpieg; powieszony w pobliżu Domu Przytułku i Pracy. |
| 27. |           | Koim Lewkowicz                     | szpieg; powieszony w pobliżu Domu Przytułku i Pracy. |
| 28. |           | Antoni Petrykowski (Pietrzykowski) | szpieg tajnej policji; maltretowany, wywleczony ze Starej Prochowni i powieszony. |
| 29. |           | Stanisław Łuba                     | urzędnik, agent tajnej policji; wywleczony ze Starej Prochowni i powieszony. Według Aleksandra Kraushara, Stanisław Łuba trafił do więzienia za zabójstwo niejakiego Brzezińskiego w dniu 30 listopada 1830. Zabójstwo miało miejsce w ratuszu miejskim, podczas napadu pospólstwa na kancelarię wiceprezydenta Warszawy – Mateusza Lubowidzkiego, do której przystępu miał bronić Brzeziński. |
| 30. |           | Balon (Ballou)                     | sekretarz, agent tajnej policji; wywleczony ze Starej Prochowni i powieszony. |
| 31. |           | Józef Mateusz Birnbaum             | szpieg policji miejskiej; maltretowany i powieszony na Nowym Mieście. |
| 32. |           | Jan Hankiewicz (Stankiewicz)       | radca stanu, prokurator i szpieg, przyjaciel Nowosilcowa, oskarżany o prześladowanie młodzieży polskiej w śledztwach o spiski. Uprowadzony z więzienia dominikańskiego i powieszony przed pałacem Raczyńskich na ulicy Długiej (według innych relacji – na rogu Zakroczymskiej i Wójtowskiej).                                                                                                 |
| 33. |           | Kettler                            | baron, jeniec rosyjski; powieszony po utarczce słownej z oblegającą go grupą mieszkańców Warszawy, a także w odwecie za rzekomą śmierć na szubienicy kapitana Giedroycia w Radomiu. Zginął w pobliżu koszar sapieżyńskich lub na ulicy Długiej, przed domem Lelewela. |
| 34. |           | Jan Kawecki (Kawęcki)              | adwokat, były kurator szkół kaliskich; oskarżany o szpiegostwo. W kobiecym przebraniu usiłował wymknąć się z miasta. Zatrzymany i rozpoznany przez zrewoltowany tłum, został powieszony przed pałacem Błękitnym; według W. Lewandowskiego – na ulicy Freta. |
| 35. |           | Bazanow (córka)                    | kilkunastoletnia córka pani Bazanow (punkt 6); wedle księdza Pawła Rzymskiego dziewczyna zmarła po kilku dniach od ran odniesionych w obronie matki. Z kolei Krzysztof Niezabytowski stwierdza, iż dziewczyna zginęła na miejscu, razem z matką. |

Ponadto dziennik Polak Sumienny wymienia dwie inne ofiary samosądów sierpniowych:
- Jakub Jurgaszko – kapitan żandarmerii, współpracownik służb tajnych; zaatakowany w lazarecie Ujazdowskim. Według Polskiego Słownika Biograficznego[104] i Walentego Zwierkowskiego[105] uratował go przed samosądem generał Franciszek Sznajde.
- Niewodowski – inspektor; zaatakowany w lazarecie Ujazdowskim. Informacja niepotwierdzona w innych źródłach.

Także w czasie ataku na Zamek Królewski śmierć poniosła nieustalona z nazwiska kobieta – nie wiadomo jednak, czy jej śmierć była wynikiem umyślnego zabójstwa, czy wypadku (stratowanie lub wypadnięcie z okna).
Na listach proskrypcyjnych znajdowały się również nazwiska generałów, których zamierzano stracić: Skrzynecki, Łubieński, Milberg, Jagmin, Skarżyński, Dziekoński i Czarnomski.

## Skutki nocy sierpniowej
W wyniku zaburzeń sierpniowych śmierć poniosły 34 osoby (lub 35 osób), a kilkanaście zostało rannych. Ponadto na rozkaz generała Krukowieckiego, rozstrzelano 5 osób biorących udział w samosądach – dla przykładnego ukarania występnych oraz dla usatysfakcjonowania prawicy. W następstwie masakry aresztowano niektórych członków rozbitego Towarzystwa Patriotycznego, jednak większość z nich wkrótce uwolniono od wszelkich zarzutów.

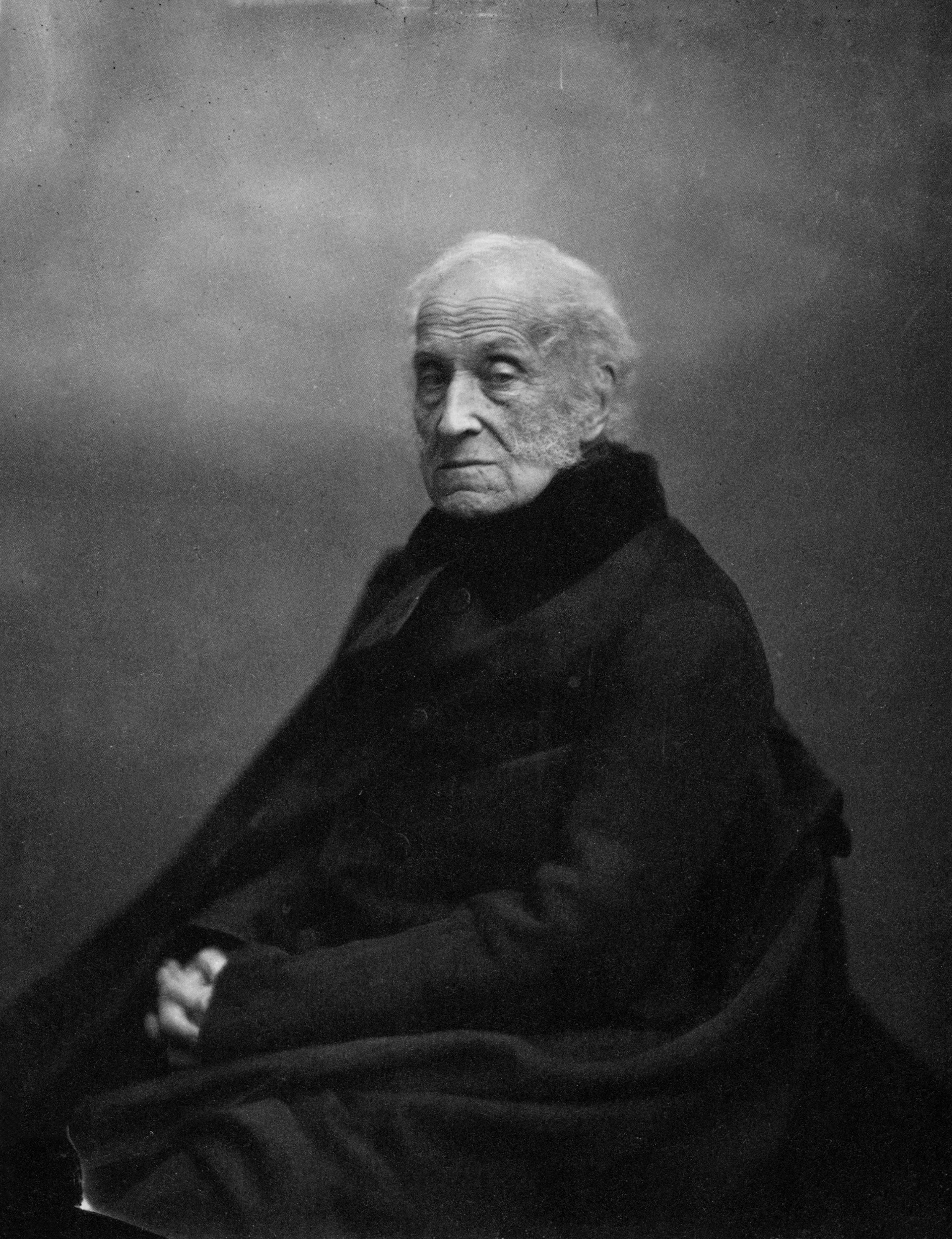
Książę Adam Jerzy Czartoryski (1770–1861), prezes Rządu Narodowego, podał się do dymisji pod wpływem wypadków sierpniowych

Politycznym skutkiem rewolty był upadek rządu księcia Adama Jerzego Czartoryskiego 17 sierpnia oraz ucieczka jego samego do kwatery w Ołtarzewie (groziła mu śmierć ze strony zrewoltowanego tłumu; także i inni konserwatyści, przerażeni widmem „latarni jakobińskiej”, szukali schronienia pod opieką armii). Połączone izby Sejmu i Senatu zniosły ustanowioną w dniu 29 stycznia 1831 5-osobową strukturę rządu. Odtąd „głos stanowczy” należał wyłącznie do prezesa (lub zastępcy prezesa) Rządu Narodowego – stanowisko to powierzono generałowi Janowi Krukowieckiemu (notabene, na jego własne żądanie), w którym upatrywano jedynego zdolnego przywrócić porządek publiczny. Rada Ministrów miała składać się z sześciu ministrów powoływanych przez prezesa i mających głos jedynie doradczy. Prezes Rządu zyskiwał ponadto prawo mianowania wodza naczelnego wojsk polskich. Odtąd też, aż do „oswobodzenia stolicy”, Sejm i Senat miały obradować wspólnie.
Lewica Towarzystwa Patriotycznego, której działalność w pewnym zakresie przyczyniła się do rozruchów sierpniowych, nie osiągnęła zamierzonych celów, to jest przejęcia władzy w powstaniu lub nadania jej działaniom bardziej radykalnego kierunku; nie potrafiła uczynić z tych wydarzeń prawdziwego narzędzia w walce politycznej. Nowy przywódca powstania, generał Jan Krukowiecki, wbrew oczekiwaniom radykałów „nie odrodził powstania”. Brak radykalizacji władzy po masakrze sierpniowej był zapewne spowodowany między innymi palącą sytuacją militarną w wojnie polsko-rosyjskiej. Do murów Warszawy zbliżała się nieuchronnie armia Paskiewicza, nad miastem zawisło widmo rychłego oblężenia – co skutecznie „przesłoniło wszystkie problemy” związane ze skutkami nocy sierpniowej.
Część pamiętnikarzy i działaczy listopadowych odpowiedzialnością za masakrę sierpniową obarczała nowego prezesa rządu – generała Jana Krukowieckiego, mimo iż nie istniały jednoznaczne dowody na potwierdzenie tych oskarżeń. Stronnicy generałów Skrzyneckiego i Dembińskiego zarzucali Krukowieckiemu także wykorzystywanie skutków rebelii do realizacji osobistych ambicji, to jest przejęcia władzy w Królestwie Polskim tuż po ustaniu rozruchów. W odpowiedzi na te oskarżenia, generał Krukowiecki sporządził własny opis wypadków sierpniowych, w którym wskazywał księdza Pułaskiego i Jana Czyńskiego (przywódców Towarzystwa Patriotycznego) jako głównych prowodyrów zajść. Winą obarczał także prezesa Rady Municypalnej – Kajetana Garbińskiego. Sam zaś Krukowiecki – wedle jego własnych słów – miał w noc sierpniową wzywać tłumy do zachowania spokoju i rozejścia się do domów, a w okolicach placu Saskiego miał wręcz uratować od śmierci kilka osób.
Ksiądz Paweł Rzymski jako na głównych prowodyrów i winowajców rzezi sierpniowej wskazywał członków Towarzystwa Patriotycznego. W obronie „Klubu” stawał prezes tegoż – Joachim Lelewel. Także anonimowy korespondent Nowego Dziennika wywodził, iż noc 15 sierpnia była dziełem nie „jakobinów”, lecz wręcz przeciwnie – była dziełem gabinetów królów, które doprowadziły okoliczności do tak smutnego położenia naszego, z którego chcąc się wydobyć, rozpacz gwałtowne nasuwa środki. Kilkadziesiąt ofiar śmiertelnych było – w opinii korespondenta – ofiarą niewielką w porównaniu z tysiącami poległych na wojnie fatalnie prowadzonej przez władze wojskowe i cywilne. Nocą sierpniową miał kierować czysty patriotyzm, a śmierć kilkunastu (w rzeczywistości kilkudziesięciu) szpiegów i zdrajców nie zrobi nam zakału. Także historyk Tadeusz Łepkowski zaprzecza tezie, jakoby masowa akcja ludowa w noc sierpniową była organizacyjnym dziełem Towarzystwa Patriotycznego. Natomiast istotnym czynnikiem rozpalającym namiętności i żądzę krwi było rzucane wielokrotnie tej nocy hasło-słowo „zdrada” – to na jego dźwięk, zdaniem Łepkowskiego, gniew ludu osiągał kulminacyjny, ekstremalny poziom; to ono miało popychać masy do wymierzenia „rewolucyjnej sprawiedliwości”.

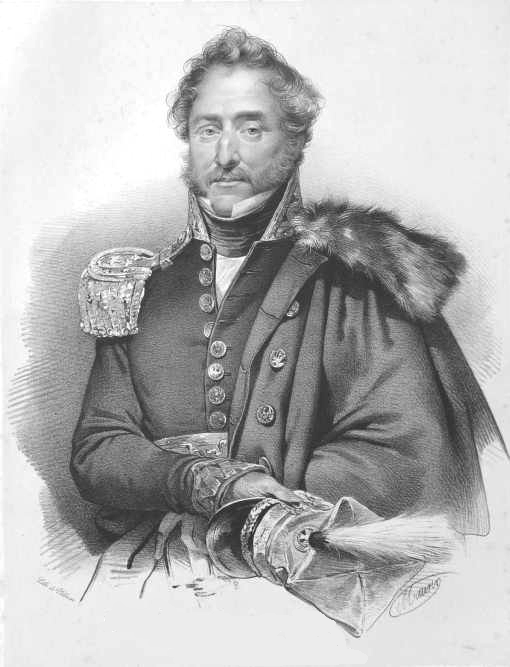
Antoni Ostrowski (1782–1845), dowódca Gwardii Narodowej, obarczany winą za brak interwencji w czasie zaburzeń 15–16 sierpnia 1831; zdymisjonowany

Generał Krukowiecki zdymisjonował Antoniego Ostrowskiego z funkcji dowódcy Gwardii Narodowej, zarzucając mu niedopełnienie obowiązków w najbardziej krytycznych chwilach nocy sierpniowej. Wprowadził ponadto godzinę policyjną, rozwiązał Towarzystwo Patriotyczne (17 VIII) oraz zakazał, pod groźbą kary, tajemnych schadzek byłych członków „Klubu” (mimo iż „Klub” działał dotąd jawnie), natomiast dla zastraszenia ludu i spełnienia oczekiwań prawicy polecił rozstrzelać na placu Zamkowym (22 VIII) kilka osób biorących udział w samosądach. Rozstrzelani wówczas zostali:
- Wincenty Dragoński – za zabójstwa na zamku,
- Józef Czarnecki – za podżeganie do zabójstw w Domu Przytułku i Pracy,
- Stanisław Sikorski – za zabójstwa na zamku[107],
- Tomasz Wolski – został rozstrzelany na Nowym Mieście[126] za pobicie i podżeganie (skuteczne) do zabójstwa barona Kettlera[127].

Wyrok śmierci otrzymała również Teofila Kościałowska (za podżeganie do zabójstwa barona Kettlera), jednak na krótko przed egzekucją zamieniono go na karę 3 lat więzienia.
Wódz Naczelny Henryk Dembiński, odpowiedzialnością obarczał „stronnictwo rosyjskie”, które utożsamiał z działaczami Towarzystwa Patriotycznego; rozkazał więc aresztować przywódców „Klubu” – Jana Czyńskiego i księdza Aleksandra Pułaskiego (oraz kilkadziesiąt innych osób), jednak z braku dowodów winy oraz pod naciskiem opinii publicznej, obu wkrótce wypuszczono na wolność.
Pod wrażeniem wypadków sierpniowych Urząd Municypalny podjął działania zmierzające do wyraźnej poprawy zaopatrzenia w żywność mas ludowych oraz ukrócenia szalejącej drożyzny – w niedoborze produktów pierwszej potrzeby oraz w „niekorzystnym ruchu cen” upatrywano bowiem potencjalne niebezpieczeństwo „naruszenia publicznej spokojności”.
Maurycy Mochnacki wskazywał ponadto na pośrednie skutki militarne nocy sierpniowej. Represje, jakie spadły na głowy niektórych członków Towarzystwa Patriotycznego, a także publikowane codziennie odezwy generała Krukowieckiego, zapowiadającego surowe kary dla każdego burzyciela spokojności publicznej, doprowadziły wprawdzie do wyciszenia rozruchów i do przywrócenia porządku na ulicach, ale jednocześnie ułatwiły Rosjanom zadanie ataku na „zawstydzoną” Warszawę. Stolica miała bowiem być – według Mochnackiego – nie do zdobycia dla wroga tak długo, jak długo panowała w niej fanatyczna ekscytacja pospólstwa; jak długo pozostawała ona „wulkaniczna”. Wraz z przywróceniem spokojności i cichości, wraz z ostudzeniem zapałów – Rosjanie mogli Warszawę „za swą własność poczytywać jeszcze przed atakiem”. Opinię tę podzielał Mieczysław Weryński, który wiązał wypadki nocy 15 sierpnia z odmową wydania broni ludowi warszawskiemu, mimo iż wroga armia rosyjska zbliżała się nieuchronnie do stolicy. W połączeniu z wypuszczeniem 20-tysięcznego korpusu gen. Ramoriny z Warszawy, ta obawa władz przed powtórzeniem masakry sierpniowej wpłynęła fatalnie na potencjał obronny miasta – choć w opinii Weryńskiego los Warszawy i całego powstania został przesądzony już dużo wcześniej.
W relacjach pamiętnikarskich pojawiały się także opinie oceniane w historiografii jako skrajne, np. Krzysztof Niezabytowski wprawdzie skrytykował przebieg wydarzeń sierpniowych, lecz nie z powodu ich drastyczności, ale wręcz przeciwnie – z powodu ich zbyt małej skali („krwawa parodia”). W przekonaniu pamiętnikarza, rebelia sierpniowa powinna była swoim radykalizmem i bezpardonowością dorównywać Rewolucji Francuskiej. Ograniczenie samosądów do „powieszenia kilku szpiegów, kilku więźniów” nie mogło ocalić kraju przed upadkiem, a wręcz ten upadek przyspieszyło.
Po upadku Warszawy we wrześniu 1831 sądy carskie poszukiwały, ścigały i karały winowajców samosądów sierpniowych. Zostali oni też wyłączeni spod amnestii ogłoszonej przez cara Mikołaja I. Wyrok w sprawie rebelii sierpniowej wydał Sąd Kryminalny województwa mazowieckiego i kaliskiego w dniu 25 lipca 1833 r. Ogółem na liście oskarżonych znalazły się nazwiska 105 osób. Ogłoszono następujące wyroki:
| Lp. | Imię i nazwisko                | Przewinienie             | Wyrok                     |
| --- | ------------------------------ | ------------------------ | ------------------------- |
| 1.  | Walenty Posiada                | Zabójstwo                | 20 lat więzienia          |
| 2.  | Karol Daszkiewicz              | Zabójstwo                | 10 lat więzienia          |
| 3.  | Adam Bolewicz                  | Zabójstwo                | 10 lat więzienia          |
| 4.  | Karol Matuszewicz              | Zabójstwo                | 4 lata więzienia          |
| 5.  | Teofila Lanckorońska           | Współudział w zabójstwie | 9 lat więzienia           |
| 6.  | Michał Grabowski               | Współudział w zabójstwie | 9 lat więzienia           |
| 7.  | Florian Krzeczyński            | Współudział w zabójstwie | 6 lat więzienia           |
| 8.  | Antoni Jabłoński               | Współudział w zabójstwie | 2 lata i 5 m-cy więzienia |
| 9.  | Mikołaj (nazwisko nieustalone) | Współudział w zabójstwie | 1 rok więzienia           |
| 10. | Stanisław Focht                | Usiłowanie zabójstwa     | 9 lat więzienia           |
| 11. | Józef Zapałowicz               | Usiłowanie zabójstwa     | 3 lata więzienia          |
| 12. | Józef Czarnomski               | Usiłowanie zabójstwa     | 7 lat więzienia           |
| 13. | Jan Kieciak                    | Usiłowanie zabójstwa     | 1 rok i 7 m-cy więzienia  |

Ponadto, tymczasowo zwolniono z aresztu (z pozostawieniem dozoru policyjnego przez półtora roku) następujące osoby: Józef Dąbrowski, Jakub Domański, Józef Dziewiątkowski, Józef Głowienkowski, Ludwik Hejtmajer, Roch Kluszczyński, Marcin Kłopotowski, Maciej Koziński, Franciszek Kuligowski, Antoni Majewski, Józef Morkowski, Marianna Piotrowska, Michał Piórecki, Feliks Rynczyński, Jan Ryniewicz, Stanisław Sztabik, Ludwik Trzciński, Jan Zerański.
Pozostałych oskarżonych sąd zwolnił z aresztu – bądź z braku dowodów winy, bądź dla wykazanej niewinności.

## W kulturze
Fabularyzowany film dokumentalny Powstanie Listopadowe. 1830–1831 (reżyseria L. Smolińska, 1980) ukazuje między innymi scenę wtargnięcia delegacji Towarzystwa Patriotycznego na posiedzenie Rządu Narodowego w pałacu Namiestnikowskim w dniu 15 sierpnia. Wypowiedzi na temat samosądów udziela w filmie konsultant naukowy, profesor Jerzy Skowronek.
Powieść Tadeusza Hołuja, Królestwo bez ziemi (1968), opisuje między innymi losy żołnierzy 4. Pułku Piechoty Liniowej w Warszawie w latach 1819–1831 i na emigracji (do roku 1838). Jednym z głównych bohaterów powieści jest Tomasz Wolski – dymisjonowany oficer rozstrzelany na rozkaz generała Krukowieckiego (22 VIII) za udział w samosądach sierpniowych. Marginalną rolę w powieści odgrywa inny rozstrzelany w tym samym dniu uczestnik samosądów – Wincenty Dragoński. Wypadkom sierpniowym Hołuj poświęcił jeden rozdział powieści.
Echa wydarzeń nocy 15 sierpnia pojawiają się w epilogu opowiadania Leona Przemskiego – Szary Jakobin (1951), którego akcja rozgrywa się w Warszawie w czasie powstania listopadowego. Rozdziały wcześniejsze przedstawiają między innymi intrygi członków Towarzystwa Patriotycznego, rewolucyjne wrzenie w mieście, których kulminacją był sierpniowy wybuch społeczny.
W filmie Aleksandra Forda Młodość Chopina (1951), w jednej z końcowych scen ukazane jest publiczne zebranie działaczy Wielkiej Emigracji w Paryżu po upadku powstania. W momencie przemówienia księcia Adama Jerzego Czartoryskiego padają słowa nawiązujące do „haniebnej nocy 15 sierpnia, kiedy Polacy Polaków mordowali”.
Francuski poeta, Auguste-Marseille Barthélemy, samosądom sierpniowym poświęcił jeden ze swoich wierszy – Le seize août à Varsovie (16 sierpnia w Warszawie).
W końcowych rozdziałach powieści kryminalnej Pawła Goźlińskiego Jul (Wołowiec, 2010), której akcja rozgrywa się w lipcu 1845 r. w Paryżu, seryjny morderca i ekspowstaniec płk Koenig (postać fikcyjna) przywołuje wydarzenia nocy sierpniowej, jako mające istotny wpływ na jego późniejszą quasi-mistyczną, a zarazem zbrodniczą działalność na emigracji. W retrospekcji nocy 15 sierpnia 1831 ukazana jest m.in. dramatyczna scena zabójstwa gen. Jankowskiego (pchnięcie szablą), którego miał dokonać płk Koenig, i które odcisnęło wyraźne piętno na jego psychice oraz dalszych motywacjach i wyborach życiowych.